# Фанерофита
Фанерофита (грч. phanerós – „видљив, откривен”; грч. fyton – „биљка”) је животна форма вишегодишњих биљака. Дефинисао ју је Раункијер, као форму вишегодишњих биљака које имају трајне гране са пупољцима на врховима, а који се налазе слободно у ваздуху, на удаљености од подлоге углавном већој од 50 cm. У ову групу спадају жбунови, дрвеће и епифите. Животна форма фанерофита је веома ретка у поларним и пустињским областима, јер је најслабије прилагођена неповољном периоду године.
Фина подела ове животне форме извршена је на основу висине на којој се налазе пупољци:
- макрофанерофите, код којих су пупољци на висини већој од 8 m;
- мезофанерофите, код којих су пупољци на висини 2–8 m;
- микрофанерофите, код којих су пупољци на висини 0,5–2 m;
- нанофанерофите, код којих су пупољци на висини не већој од 50 .

Пупољци фанерофита су изложени неповољним климатским условима, попут мраза у хладним и умереним климатским областима. Заштита пупољака од испаравања и хладноће обезбеђена је заштитним љуспама. Ретке су биљке умерених области са голим пупољцима (нпр. чибуковина). Код њих се заштита од хладноће одвија длакама.

## Галерија слика
- панчићева оморика, макрофанерофита
- шимшир, нанофанерофита
- заштићени пупољци лужњака
- голи пупољак чибуковине